# Maison Chaulieu
L'ancien hôtel particulier du 36 bis rue de la Muette situé à Maisons-Laffitte, dans le département français des Yvelines, est un immeuble protégé au titre des monuments historiques.

## Localisation
L'immeuble est situé au 36 bis rue de la Muette, à Maisons-Laffitte.

## Historique
L'immeuble est inscrit au titre des monuments historiques en 1980.
Il s'agit d'une Maison de notable dite "Maison Chaulieu" construite entre 1834 et 1838 par l'architecte Charles Duval à la demande de Charles Charles dit Chaulieu, professeur de piano au conservatoire de Paris, compositeur et fondateur de la revue Le Pianiste. La maison comprenait une salle de concert aujourd'hui détruite ; la maison est aménagée actuellement en appartements.